# Dariusz Świercz
Dariusz Świercz (ur. 31 maja 1994 w Tarnowskich Górach) – polski szachista, arcymistrz od 2009 roku (najmłodszy Polak z tym tytułem), od 2018 reprezentant Stanów Zjednoczonych.

## Kariera szachowa
W dotychczasowej karierze czterokrotnie zdobył tytuły mistrza Polski juniorów, w latach: 2002 (Kołobrzeg, w kategorii do lat 10), 2005 (Kołobrzeg, do lat 12), 2006 (Kołobrzeg, do lat 12) i 2007 (Turawa, do lat 14). Poza tym, w 2003 zdobył w Wiśle srebrny medal w grupie do lat 10.
Wielokrotnie reprezentował Polskę na mistrzostwach świata i Europy, w 2004 zdobywając w Ürgüp w Turcji brązowy medal mistrzostw Europy w grupie do 10 lat. W 2007 zwyciężył w mistrzostwach Unii Europejskiej juniorów do 14 lat, rozegranych w Murecku, zdobył również w Szybeniku tytuł wicemistrza Europy w tej kategorii wiekowej. W 2008 podzielił II m. w Mariańskich Łaźniach (za Allanem Rasmussenem, wspólnie z Władimirem Siergiejewem i Vlastimilem Jansą) oraz w memoriale Akiby Rubinsteina w Polanicy-Zdroju (za Aleksandrem Mojsiejenko, wspólnie z Kamilem Mitoniem), jak również zanotował bardzo dobry występ na indywidualnych mistrzostwach Europy w Płowdiwie, gdzie zdobył 6½ pkt w 11 partiach (we wszystkich tych turniejach wypełniając normy arcymistrzowskie). Odniósł również kolejny sukces w kategorii juniorów, zdobywając w Vung Tau brązowy medal MŚ do 14 lat. Na przełomie 2008 i 2009 podzielił II m. (za Grzegorzem Gajewskim, wspólnie m.in. z Kacprem Piorunem, Maciejem Nurkiewiczem i Wadimem Szyszkinem) w rozegranym w Krakowie turnieju Cracovia 2008/09. W 2010 zdobył w Chotowej brązowy medal mistrzostw świata juniorów do 20 lat oraz zwyciężył w turnieju Cultural Village Toernooi w Wijk aan Zee. W 2011 podzielił I m. (wspólnie z Tomaszem Markowskim) w rozegranym w Warszawie memoriale Mieczysława Najdorfa, natomiast w 2011 zdobył w Madrasie tytuł mistrza świata juniorów do 20 lat (jako pierwszy Polak w historii w tej kategorii wiekowej).
W 2012 zdobył w Mariborze złoty medal mistrzostw świata juniorów do 18 lat. W 2013 wystąpił w rozegranym w Tromsø turnieju o Puchar Świata, w I rundzie wygrywając z Wadimem Zwiagincewem, ale w drugiej przegrywając z Aleksandrem Griszczukiem. W 2014 zdobył w Katowicach brązowy medal Akademickich Mistrzostw Polski, jak również złoty medal (w klasyfikacji drużynowej) rozegranych w Katowicach akademickich mistrzostw świata.
Reprezentował Polskę w turniejach drużynowych, m.in.:
- dwukrotnie na olimpiadach szachowych (w latach 2012, 2016)[16]
- na drużynowych mistrzostwach Europy (w roku 2013)[17],
- na drużynowych mistrzostwach Europy juniorów do 18 lat (w roku 2009); medalista: wspólnie z drużyną – srebrny (2009)[18].

Najwyższy ranking w dotychczasowej karierze osiągnął 1 sierpnia 2019 z wynikiem 2670 punktów.